# Moda no século XII

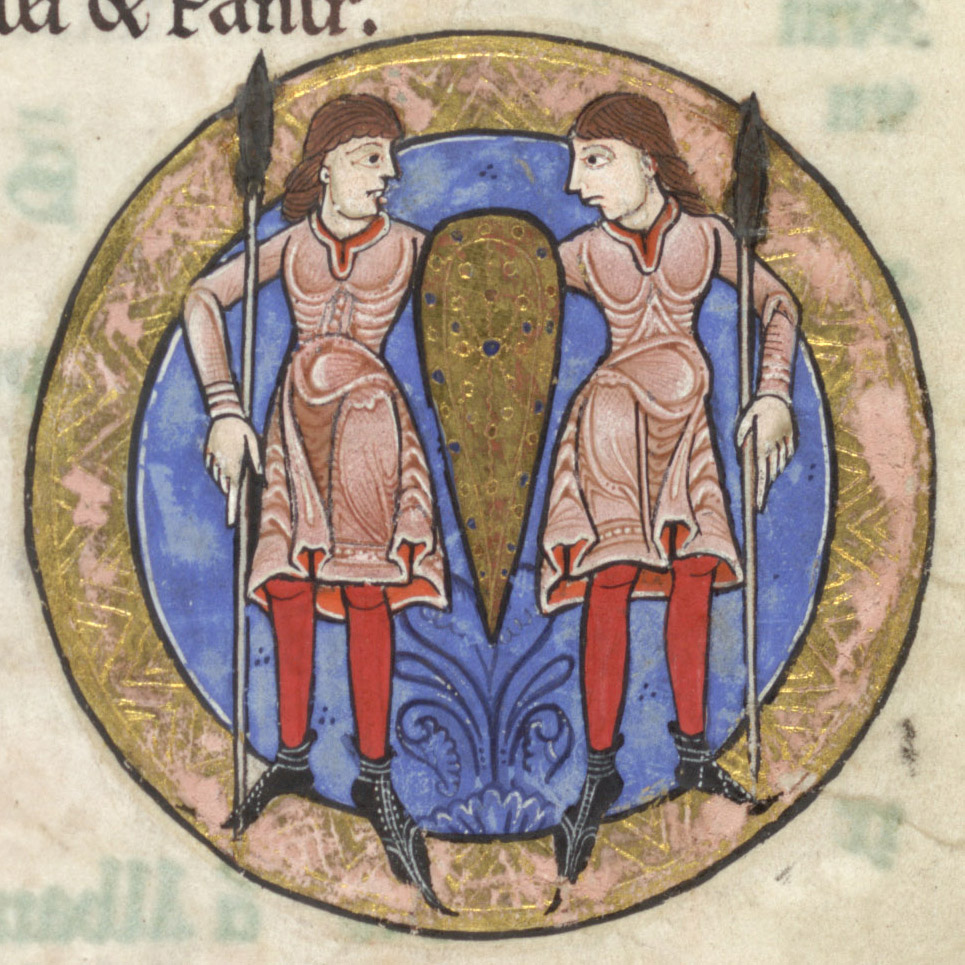
"Gemini", fólio 3r, detalhe do Saltério Hunteriano.

No início as roupas no século XII eram feitas em casa. As famílias criavam ovelhas e cultivavam o linho. Quando as cidades começaram a crescer, surgiram lojas especializadas, dirigidas por tecelões, alfaiates, remendões e outros artesões que faziam roupas. Esses artesões se organizaram em corporações chamadas guildas. 
Mais tarde, as túnicas soltas começaram a ser substituídas por roupas ajustadas ao corpo. As mulheres começaram a usar vestidos compridos, e justos no busto. Os homens vestiam calções soltos debaixo da túnica, além de vários tipos de coberturas para as pernas. 
Nos séculos XII e XIII, as mulheres da nobreza punham redes nos cabelos, usavam véus e panos para cobrir o pescoço, como algumas ordens de religiosas usam até hoje. Os homens usavam na cabeça capuzes com pontas compridas. Tanto homens quanto mulheres vestiam uma sobreveste copiada dos trajes dos cruzados. 
Próximo do século XII, surgem as faltianes, difundidas em toda a Europa e principalmente na França e Inglaterra; este calçado se caracterizava pelo estreitamento e alongamento das pontas, bicos. O comprimento do bico do sapato era proporcional à posição do indivíduo na sociedade, quanto mais alto o nível na escala social, maior o bico e se tornou uma competição hierárquica. 